# بن ميرفي
بن ميرفي (بالإنجليزية: Ben Murphy)‏ وهو طيار بريطاني ومشارك في بطولة ريد بول العالمية.

## حياته
كان أجداد ميرفي طيارين في سلاح الجو الملكي. كان ينتمي ميرفي إلى السرب الجوي أثناء حضوره جامعة نيوكاسل.
في عام 1997 ، جُند في سلاح الجو الملكي. في عام 2006 ، تم تعيينه طيار فريق السهام الحمر.
في عام 2016 ، انضم إلى سباق ريد بول الجوي كطيار من فئة تشالنجر. في عام 2018 ، تمت ترقيته إلى درجة ماستر من فئة تشالنجر من سباق ريد بول الجوي.
يستخدم ميرفي طائرة Zivko Edge 540 V2 في السباق الجوي.

## نتائجه

### سباق ريد بول الجوي

#### فئة تشالنجر
| السنة | 1             | 2                | 3             | 4             | 5             | 6             | 7             | 8                | النقاط | الفوز | الترتيب       |
| ----- | ------------- | ---------------- | ------------- | ------------- | ------------- | ------------- | ------------- | ---------------- | ------ | ----- | ------------- |
| 2016 ‏ | المركز الرابع | النمسا           | المركز الخامس | المركز الثاني | المركز السادس | المركز الثالث | المركز الثالث | الولايات المتحدة | 20     | 0     | المركز السادس |
| 2017 ‏ | المركز الرابع | الولايات المتحدة | المجر         | المركز الثالث | المركز الخامس | المركز الخامس | المركز الرابع | المركز الثالث    | 19     | 0     | المركز السادس |

#### فئة ماستر
| السنة | 1                    | 2     | 3       | 4     | 5 | 6     | 7                | 8 | النقاط | الفوز | الترتيب        |
| ----- | -------------------- | ----- | ------- | ----- | - | ----- | ---------------- | - | ------ | ----- | -------------- |
| 2018 ‏ | المركز السادس الخامس | فرنسا | اليابان | المجر | · | روسيا | الولايات المتحدة | · | 5*     | 0*    | المركز السادس* |